# Bordeaux rosé
Bordeaux rosé es un vino rosado con denominación de origen de la región vinícola de Burdeos, en Francia. Regulada por decisión n°CNV2007/95 del 5 de julio de 2007. Los vinos rosados que responden a las exigencias previstas para los vinos tintos que se benefician de la denominación "Bordeaux" tienen derecho a llamarse "Bordeaux rosé" si reúnen las siguientes circunstancias: 
1. Ser obtenidos de vendimias que presenten una riqueza natural mínima en azúcar de 187 gramos por litro de mosto
2. Presenten después de la fermentación una graduación alcohólica natural adquirida de al menos 11º
3. Haber obtenido el certificado previsto en el decreto 74.871 de 19 de octubre de 1974.

El rendimiento de base para un Bordeaux rosé debe ser de 55 hectolitros por hectárea.